# 聖昆汀主教座堂 (哈瑟爾特)

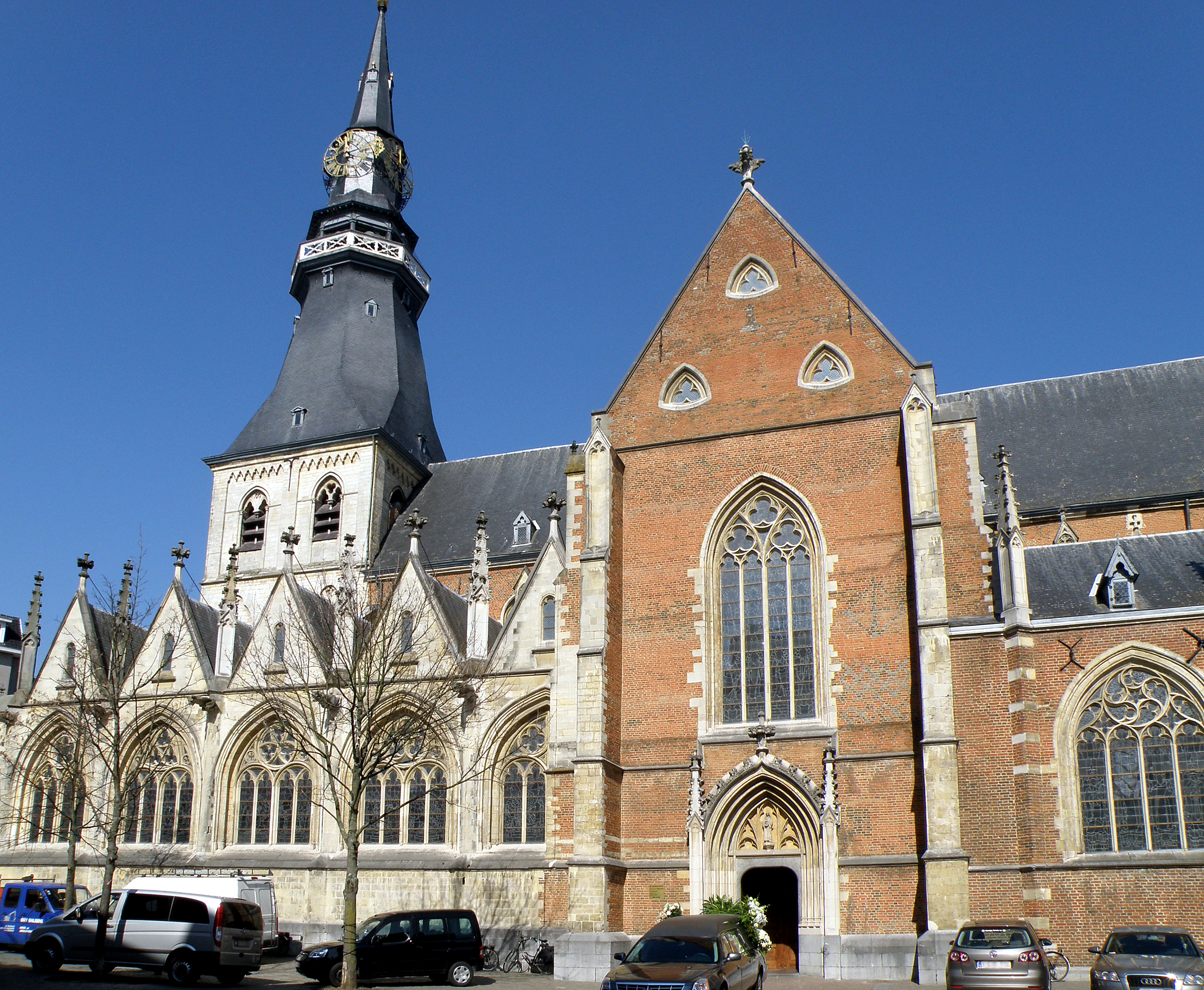
聖昆汀主教座堂

聖昆汀主教座堂 ，又稱哈瑟爾特主教座堂，是比利時北部城市哈瑟爾特一座重要的羅馬天主教教堂。1967年，這座教堂升格為主教座堂。教堂於11世紀開始建設，興建耗時兩個世紀。